# Botanische tuin Jean Massart
Botanische tuin Jean Massart (Frans: Jardin botanique Jean Massart) is een park in Oudergem in het Brussels Hoofdstedelijk Gewest. Het park beslaat vijf hectare voormalige landbouwgrond en is gelegen in de buurt van het Rood Klooster, tussen het Zoniënwoud en het Bergojepark. In de parktuin bevindt zich een collectie van 2000 verschillende soorten planten.

## Geschiedenis
De botanische tuin werd in 1922 opgericht door de Belgische botanicus Jean Massart, naar wie het park vernoemd werd, en door Jules Buyssens. De tuin maakt deel uit van de musea van de Université libre de Bruxelles.

## Bezienswaardigheden
- De tuin van geneeskrachtige en aromatische planten is met 300 soorten, een van de rijkste in België.
- In de evolutionaire tuin staan meer dan 600 soorten bloeiende planten verzameld per familie, van de primitiefste soorten zoals de magnolia tot de meest geëvolueerde zoals de margriet.
- In de tuin van gedomesticeerde gewassen staan ook de "wilde" voorouders, ingedeeld volgens gebruik. In de boomgaard worden oude variëteiten van appel-, peren-, pruimen-, perziken- en kersenbomen geteeld.
- Het arboretum bevat een groot aantal exotische soorten, gedomineerd door de coniferen.
- Het waterrijk natuurgebied is opgenomen in het Natura 2000-netwerk en bevat varens, gele lis, phragmites, reuzenpaardenstaart, watermunt en andere inheemse soorten die zich in het wild ontwikkelen.
- De tuin wordt gebruikt voor genetisch onderzoek door het laboratorium van plantenecologie en biogeochemie van de ULB.
- Een natuurpad gewijd aan wilde en gedomesticeerde bestuivers, "het bijenpad", ontwikkeld door Apis bruoc Sella.
- In 2015 werden 1000 soorten insecten waargenomen in het park waarvan er 25 voorheen nog niet in België bekend waren.[1]